# Sonic Syndicate (album)
Sonic Syndicate è il quinto eponimo album discografico in studio del gruppo musicale svedese Sonic Syndicate, pubblicato nel 2014.

## Tracce
1. Day of the Dead – 4:09
2. Black Hole Halo – 4:38
3. Long Road Home – 5:04
4. My Revenge – 4:26
5. Before You Finally Break (feat. Björn "Speed" Strid) – 3:31
6. Catching Fire – 4:00
7. Unbreakable – 5:02
8. It Takes Me – 3:46
9. See What I See – 2:51
10. So Addicted – 5:47
11. The Flame that Changed the World – 4:08

## Formazione
- Nathan J. Biggs - voce
- Robin Sjunnesson - chitarra, voce
- Karin Axelsson - basso
- John "Runken" Bengtsson - batteria, percussioni